# Panoš
Panoš, do 16. století také panoše, je označení nižšího šlechtice. Termín je odvozen od slova pán a původně označoval služebného šlechtice, pomocníka v boji, později podřízeného služebníka. Po polovině 15. století zůstal označením nezámožné nižší šlechty, klientů mocnějších a bohatších rodin. Náleželo jim oslovení urozený a slovutný.
Od poloviny 16. století titul označoval osoby obdařené vladyctvím a přijaté do rytířského stavu v prvních dvou generacích, aby tak byly odlišeny od starožitných rytířských rodin. Příslušelo jim oslovení slovutný panoše. Až ve třetí generaci se rod zařadil mezi starožitné a jeho členové mohli být oslovováni urozený vladyka. Tato praxe byla formálně zakotvena i v Obnovených zřízeních zemských, ale fakticky přestal být titul panoš/panoše podobně jako vladyka používán v průběhu 17. století, kdy splynul s prostým šlechtictvím, popřípadě s rytířským titulem.
Panoši byli často majitelé malých dvorů, mohlo se ale jednat i o významné finanční podnikatele (Václav Hrzán z Harasova). V 15. století se uplatnili zejména ve vojenství jako nižší nájemní velitelé (Mikuláš Španovský z Lisova, Vamberečtí, Leskovcové z Leskovce, Malovcové z Malovic, Bechyňové z Lažan). Ve druhé polovině 15. století docházelo k pauperizaci panošů, kteří často odcházeli do měst.
Mezi panoše patřil i právník Albrecht Rendl z Oušavy.